# Командир полку

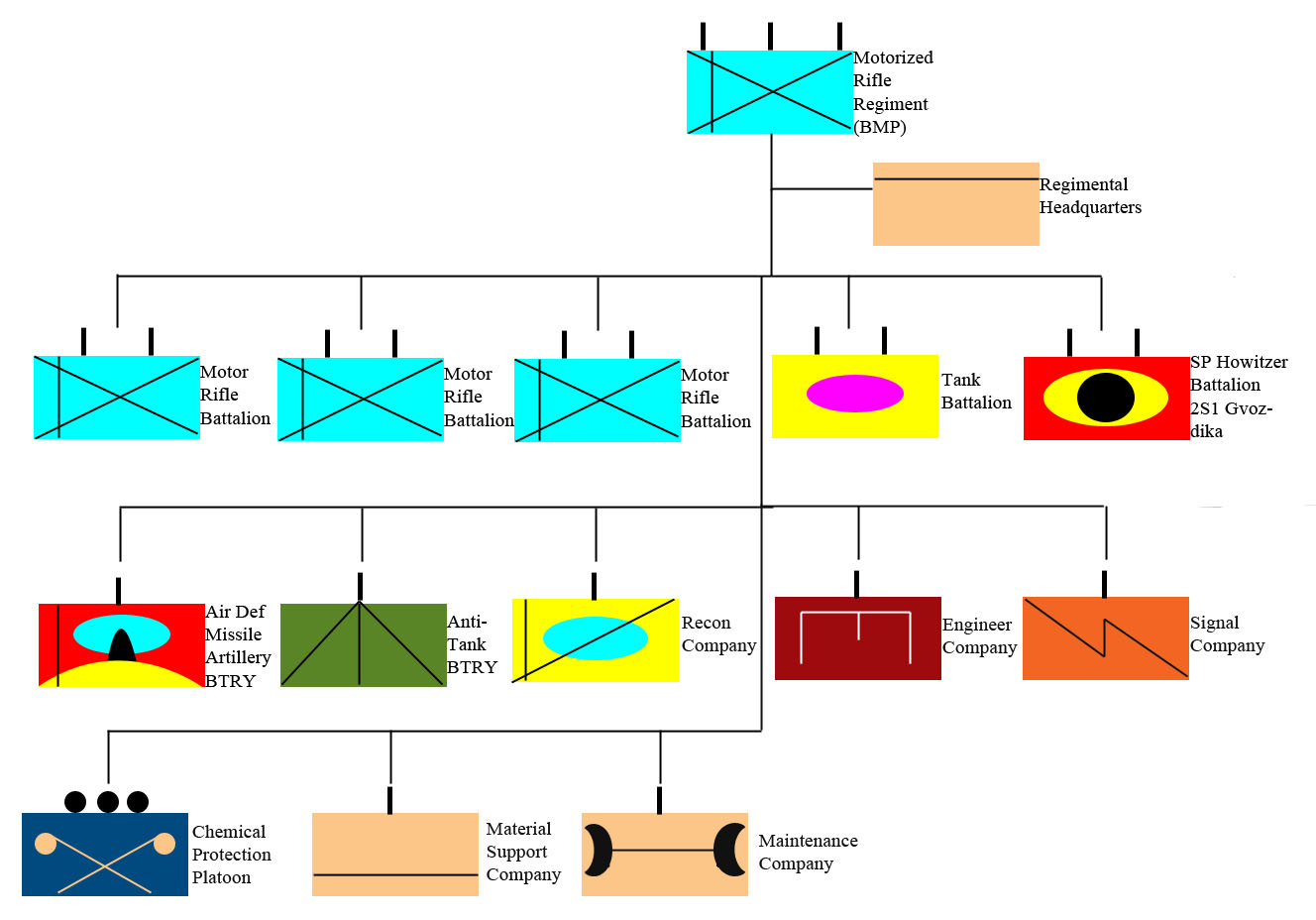
Організаційно-штатна структура мотострілецького полку Радянської армії

Стандартне позначення піхотного полку в НАТО

Команди́р полку чи полковий командир (також скорочено комполку) — у військовій справі військова посада старшого офіцерського складу в сухопутних (рідко у військово-повітряних та військово-морських силах) Збройних силах більшості країн. Здійснює командування полком  — військовою частиною, що налічує, як правило, є штаб, 3-5 батальйонів (дивізіонів, ескадронів, рот), підрозділи бойового і матеріально-технічного забезпечення.
Загальна чисельність особового складу полку залежить від військових традицій країни, виду Збройних сил, роду військ та його функціонального призначення. Більшість полків входять у з'єднання (дивізії, бригади), деякі знаходяться у безпосередньому підпорядкуванні армії, головного командування.
У військовій ієрархії серед командного складу комполку посідає проміжну позицію між командиром батальйону і командиром бригади.

## Посадовий ранг в збройних силах
На початку ХХ століття у зв’язку з революційними подіями в європейських країнах (Зокрема Російській імперії) з’являються нові держави де при владі знаходилися ліві сили. Одними з перших дій цих урядів було скасування титулів, чинів та персональних військових звань. 

### СРСР
Лютнева революція 1917 року призвела до припинення існування Російської імперії. Після Жовтневого перевороту декретом радянського керівництва, було скасовано імперські чини, звання та титули. 29 січня 1918 році засновуються збройні сили Радянської Росії, Червона армія, а 29 листопада затверджується Устав внутрішньої та гарнізонної служби де серед іншого визначені та узаконені посадові військові звання, серед введених типових посад була присутня «командир полку».  Вже 16 січня 1919 року були введенні знаки розрізнення військовослужбовців, згідно їх військових категорій. Знаки розрізнення посад у РСЧА розміщувалися на рукаві однострою і виглядали як червоні матерчаті трикутники, квадрати чи ромби (молодший, старший та вищий командний состав) які розміщувалися горизонтально і над якими була присутня велика червона п’ятипроменева зірка з серпом та молотом у середні. Командир полку мав за знаки розрізнення чотири червоних квадрати («кубарі»). З початку 1922 року знаки розрізнення почали розміщуватися на спеціальному клапані, який був кольору роду військ та мав червону облямівку. Клапан розміщувався на рукаві, мав в верхній частині п’ятипроменеву зірку та розміщені вертикально знаки посадового рангу (трикутники, квадрати та ромби). Командир полку як і раніше мав за знаки розрізнення чотири квадрати. В 1924 році встановлюється новий тип одностроїв військовослужбовців, а також знаків розрізнення. Всі командно-стройові посади були поділено на чотири групи та 14 категорій. Знаки посадового стану замість рукавів, стають розміщуватися на петлицях гімнастерок та шинелей і змінили свій вигляд. Посади вказувалися трикутниками для молодшого, квадратами для середнього, прямокутниками для старшого і ромбами для вищого командного складів. Командир полку відносився до старшого командного складу, та мав категорію К-9, маючи за знаки розрізнення три прямокутники («шпали») на петлиці. У Військово-морських силах, відповідним посадовим рангом у цій категорії був «командир есмінця» (мав на рукаві чотири середніх стрічки). 
В 1935 році, в РСЧА було введено персональні військові звання. Знаки командира полку, стали використовуватися носіями військового звання полковник.
| Знаки розрізнення | Період використання                             |
| ----------------- | ----------------------------------------------- |
|                   | 1919-1922 (один з варіантів)                    |
|                   | 1922-1924 (адміністративно-господарський склад) |
|                   | 1924-1935                                       |